# Bastian Meisen
Bastian Meisen (* 20. April 1996) ist ein ehemaliger deutscher Skirennläufer. Er war weitgehend auf die technischen Disziplinen Riesenslalom und Slalom spezialisiert. Sein jüngerer Bruder Adrian Meisen ist ebenfalls Skirennläufer.

## Biografie
Bastian Meisen wuchs gemeinsam mit seinem um ein Jahr jüngeren Bruder Adrian in Garmisch-Partenkirchen auf. Mutter Sabine und einer seiner Großväter sammelten Erfahrungen als Skirennläufer.
Im Alter von 15 Jahren bestritt Meisen am Oberjoch sein erstes FIS-Rennen. Im Februar 2013 nahm er am Europäischen Olympischen Jugendfestival in Brașov teil. Im Slalom wurde er Sechster, im Riesenslalom schied er aus. Nach Erfolgen bei Juniorenrennen gab er zwei Jahre später am Oberjoch sein Debüt im Europacup. Bei den deutschen Meisterschaften 2015 gewann er hinter Thomas Dreßen und Josef Ferstl Bronze in der Kombination. Bei seinen ersten Juniorenweltmeisterschaften in Sotschi klassierte er sich auf den Rängen 16, 30 und 41 in Riesenslalom, Super-G und Abfahrt, in Slalom und Kombination schied er aus. Im folgenden Jahr konnte er seine Ergebnisse in Åre leicht verbessern und belegte als bestes Resultat Platz zwölf im Riesenslalom. Nachdem er im Europacup mehrfach in die Punkteränge gefahren war, gelang ihm Ende März 2019 in Garmisch der größte Erfolg seiner Karriere: In seiner Paradedisziplin Riesenslalom kürte er sich vor Alexander Schmid, Benedikt Staubitzer und Jonas Stockinger zum deutschen Staatsmeister.
Seine beste internationale Saison hatte Meisen 2019/20. Zunächst gab er Ende Oktober im Riesenslalom von Sölden sein Weltcup-Debüt. Zwei Monate später erreichte er mit Platz 19 im Parallel-Riesenslalom auf der Gran Risa seine erste und einzige Platzierung in den Punkterängen. Kurz nach dem Jahreswechsel entschied er in Vermont zwei Nor-Am-Riesenslaloms für sich, im Februar belegte er als Zweiter in Jasná seinen ersten Europacup-Podestplatz. Nachdem er sich im folgenden November einer Operation hatte unterziehen müssen, kehrte er erfolgreich zurück und schaffte als Europacup-Dritter in Berchtesgaden seinen zweiten Podestplatz auf diesem Level. Gegen Ende der Saison gewann er bei den Staatsmeisterschaften in Garmisch noch Kombinationssilber hinter Simon Jocher, ehe er in Bansko zu den letzten beiden seiner insgesamt sieben Weltcup-Einsätze kam.
Im April 2021 erklärte Bastian Meisen einen Tag vor seinem 25. Geburtstag den Rücktritt vom aktiven Leistungssport.

## Erfolge

### Weltcup
- 1 Platzierung unter den besten 20

### Weltcupwertungen
| Saison  | Gesamt | Gesamt | Parallel | Parallel |
| Saison  | Platz  | Punkte | Platz    | Punkte   |
| ------- | ------ | ------ | -------- | -------- |
| 2019/20 | 141.   | 12     | 29.      | 12       |

### Europacup
- Saison 2019/20: 5. Riesenslalomwertung
- 2 Podestplätze

### Nor-Am Cup
- Saison 2019/20: 7. Riesenslalomwertung
- 2 Siege:

| Datum          | Ort            | Land | Disziplin    |
| -------------- | -------------- | ---- | ------------ |
| 5. Januar 2020 | Burke Mountain | USA  | Riesenslalom |
| 6. Januar 2020 | Stowe Mountain | USA  | Riesenslalom |

### Juniorenweltmeisterschaften
- Sotschi 2016: 16. Riesenslalom, 30. Super-G, 41. Abfahrt
- Åre 2017: 12. Kombination, 14. Riesenslalom, 26. Super-G

### Weitere Erfolge
- 1 deutscher Meistertitel (Riesenslalom 2019)
- 1 deutscher Vizemeistertitel (Kombination 2021)
- Sieg bei den bulgarischen Meisterschaften im Riesenslalom 2017
- 17 Siege in FIS-Rennen